# Egmont Group
The Egmont Group of Egmont (1914-1992 Gutenberghus geheten) is een mediaconglomeraat,  gevestigd in de Deense hoofdstad Kopenhagen.  Het bedrijf werd in 1878 opgericht door Egmont Harald Petersen en is in de loop van de tijd uitgegroeid tot een van de leidende mediaconglomeraten van Scandinavië.

## Geschiedenis
Het bedrijf werd in 1878 opgericht door de toen 17-jarige Egmont Harald Petersen onder de naam "P. Petersen, Printers". In 1904 betrad hij de mediamarkt, na overname van het tijdschrift Damernes Blad. In 1914 werd het bedrijf omgedoopt tot Gutenberghus.  Na de Tweede Wereldoorlog verwierf Egmont een licentie van Disney om in Scandinavië Disneystrips uit te geven, waarna het in Noorwegen en Zweden (vanaf 1948) en Denemarken (vanaf 1949) Disneytijdschriften begon uit te geven.
De strips waren in Scandinavië razend populair en op den duur bleken de verhalen die werden aangekocht van het Amerikaanse Western Publishing niet meer voldoende om in de behoefte te voorzien. Men onderhandelde vervolgens met Disney en Western Publishing en kreeg toestemming om eigen verhalen te gaan maken. Dit begon in 1961 en gaat door tot op de dag van vandaag. In 1963 werd de Deense uitgeverij Aschehoug aangekocht, waarmee Egmont zich ook op de boekenmarkt begaf.
Vanaf de late jaren 80 begon het conglomeraat ook in Oost-Europa en China Disneytijdschriften uit te geven. In 1992 was Egmont medeoprichter van de Noorse televisiezender TV 2 en tegenwoordig is het een van de leidende mediaconglomeraten in Scandinavië en produceert tijdschriften, boeken, strips, educatiemateriaal, films en tv-programma's. Ook is de groep eigenaar van bioscopen en tv-stations. Egmont publiceert in meer dan 20 landen, heeft 6400 werknemers en een inkomen van 1,6 miljard euro in 2012.